# K2
De K2 is een 8611 meter hoge bergtop op de Pakistaans-Chinese grens in de Karakoram. Het is de op een na hoogste berg ter wereld, na de Mount Everest. De K2 geldt als 'de heilige graal' voor bergbeklimmers en is volgens veel kenners de moeilijkst te beklimmen bergtop ter wereld. De berg heeft een sterftecijfer van 25%.

## Naamgeving

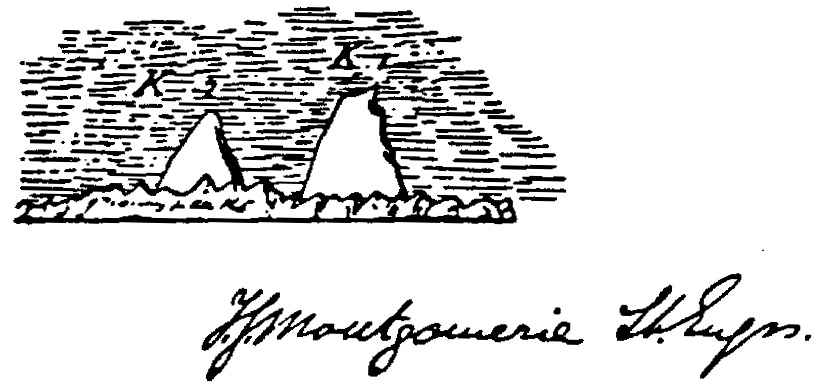
Montgomerie's originele schets waarin hij voor het eerst de benaming K2 gebruikte

De K2 had lange tijd geen naam, aangezien de berg niet direct zichtbaar was voor de plaatselijke bevolking. In 1856 werd het gebied opgemeten en beschreven door de Britse kolonel Thomas George Montgomerie in het kader van de Great Trigonometrical Survey. Deze gaf de berg de afkorting K2, omdat het de tweede berg is die Montgomerie in de Karakoram tegenkwam. Montgomerie nummerde de bergen in de volgorde waarin hij ze zag. De andere pieken kregen oorspronkelijk de namen K1, K3, K4 en K5 mee, maar deze werden na verloop van tijd hernoemd naar respectievelijk Masherbrum, Broad Peak, Gasherbrum II en Gasherbrum I. De reden dat de naam K2 is gebleven komt door het feit dat er geen lokale naam voor bestond.
Andere, maar minder bekende namen voor de K2 zijn Mount Godwin-Austen, Lamba Pahar ('Lange Berg' in Urdu), Qogir Feng, Chogori of Dapsang. In het Balti kent men geen andere naam dan K2, wat uitgesproken wordt als 'Ketu'.

## Klimsport

### Moeilijkheidsgraad
De K2 staat bekend als een van de moeilijkst te beklimmen bergen ter wereld. Het is een zeer steile berg met veel technische passages en grote kans op vallend gesteente en lawines. Tot eind 2007 waren er wereldwijd slechts 280 klimmers die de top hadden bereikt, terwijl 2600 avonturiers ooit de Mount Everest bedwongen. Zeker 77 klimmers vonden er inmiddels de dood. Vooral de afdaling is berucht vanwege z'n vele kloven. Op 1 augustus 2008 werden aldaar elf mensen dodelijk verrast toen een lawine de touwen doorsneed. De afgelegen ligging van de K2, op zeven dagen lopen van het dichtstbijzijnde dorp, bemoeilijkt de reddingspogingen.

### Klimgeschiedenis
In 1892 leidde Martin Conway (baron van Allington) een Britse expeditie die het punt Concordia op de Baltorogletsjer bereikte.

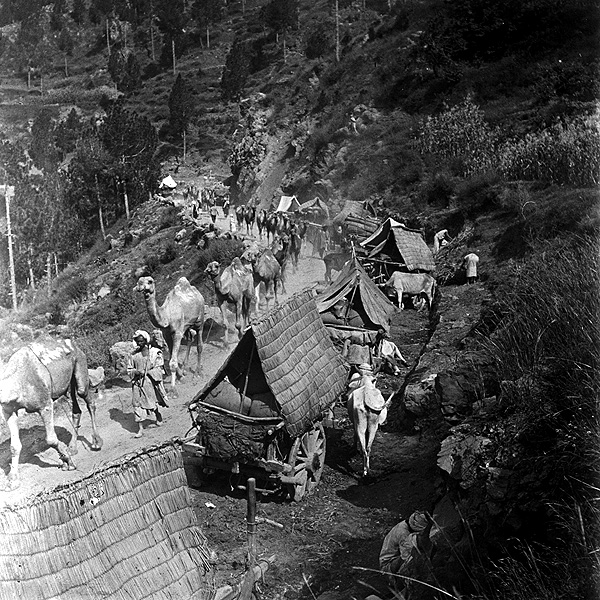
De K2-expeditie van 1902 op de Karakoram Highway

In maart 1902 ondernamen de Engelse bergbeklimmer Oscar Eckenstein en de occultist Aleister Crowley de eerste serieuze poging om de K2 te beklimmen. Ze deden vijf kostbare pogingen via de noordoostelijke graat, maar kwamen uiteindelijk niet hoger dan 6525 meter (21.410 voet). Het falen van de expeditie was toe te schrijven aan een combinatie van twijfelachtige lichamelijke conditie, persoonlijke conflicten en slechte weersomstandigheden. Van de 68 dagen die ze op de K2 doorbrachten (destijds het record voor de langste tijd doorgebracht op een dergelijke hoogte) waren er slechts acht met helder klimweer.
Crowley en Eckenstein vonden echter wel de beste route voor het beklimmen van de K2, welke later ook is gebruikt voor andere toppogingen in 1938, 1939, 1953 en voor de succesvolle eerstbeklimming in 1954.
De volgende expeditie naar de K2 in 1909, geleid door Lodewijk Amadeus van Savoye, bereikte een hoogte van 6250 meter (20.500 voet) op de zuidoostgraat, nu bekend als het Abruzzi-spoor (of Abruzzi-graat). Dit zou onderdeel worden van de standaardroute, maar destijds werd de route verlaten vanwege de steilheid en moeilijkheidsgraad. Nadat tevergeefs was geprobeerd een makkelijker alternatief te vinden over de westgraat of noordoostgraat verklaarde Amedeo dat de K2 nooit beklommen zou worden, waarna het team zijn aandacht verplaatste naar de Chogolisa (7665 m).

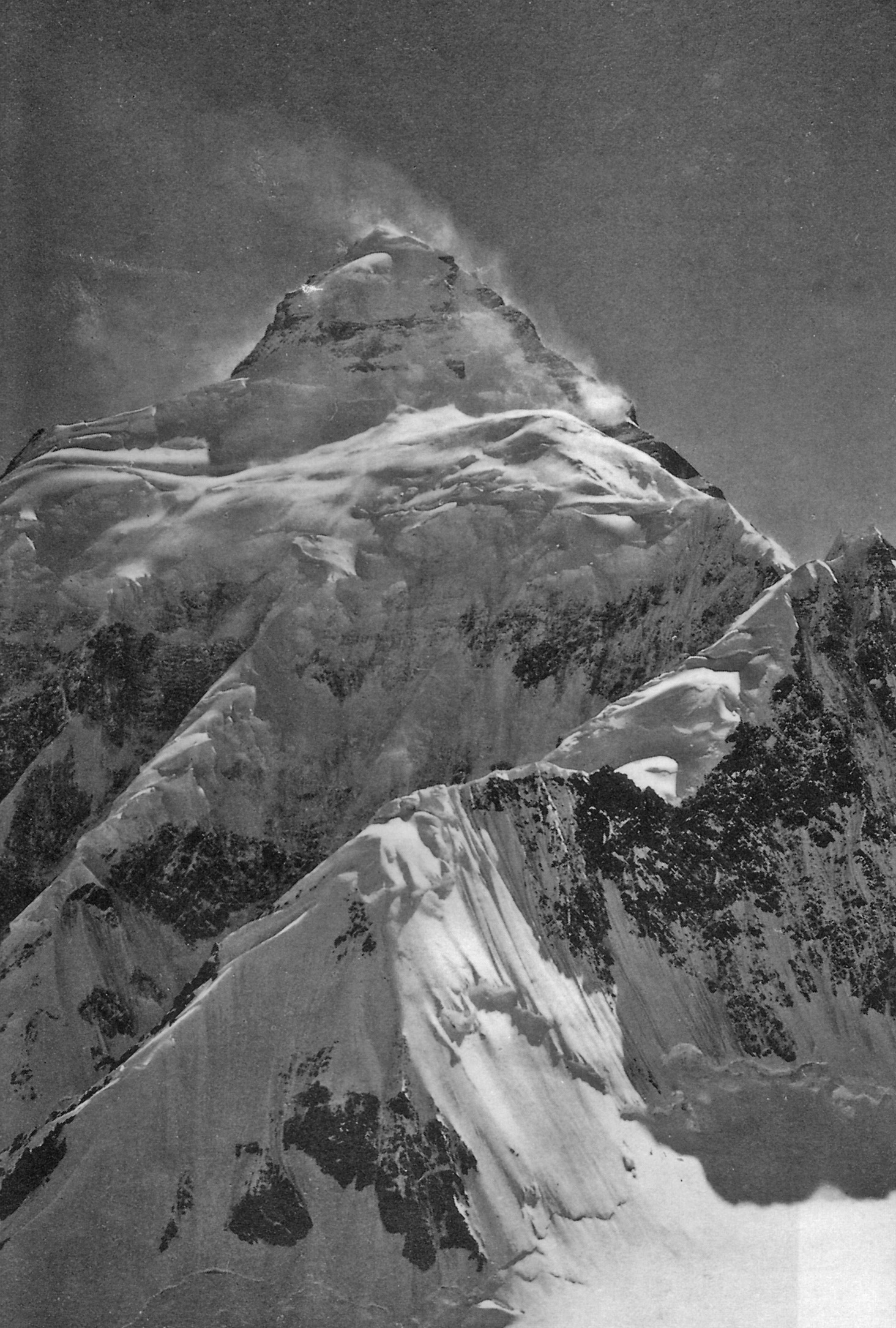
K2 vanuit het oosten, gefotografeerd tijdens de expeditie van 1909

De volgende poging om de K2 te beklimmen werd pas in 1938 ondernomen, toen een Amerikaanse expeditie geleid door Charles Houston een verkenning maakte van de berg. Ze concludeerden dat het Abruzzi-spoor de meest praktische route was, en bereikten een hoogte van circa 8000 meter voordat ze moesten omkeren door afnemende voorraden en de dreiging van slecht weer. Het jaar daarop kwam een expeditie geleid door Fritz Wiessner tot op 240 meter van de top, maar de expeditie eindigde in een drama nadat vier klimmers hoog op de berg verdwenen.

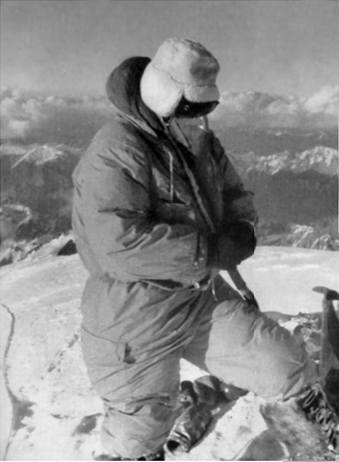
Achille Compagnoni op de top van de K2 tijdens de eerste beklimming op 31 juli 1954

Op 31 juli 1954 werd de berg voor het eerst bedwongen door twee leden van een Italiaans team onder leiding van Ardito Desio. De top werd gehaald door Lino Lacedelli en Achille Compagnoni.
De eerste vrouw die de top bereikte was de Poolse Wanda Rutkiewicz, in 1986. Zij kwam in 1992 om het leven op de Kangchenjunga, de derde hoogste berg ter wereld. Ook de volgende vijf vrouwen die de top haalden zijn inmiddels overleden, drie van hen vonden de dood op de afdaling van de K2. Een van hen, de Britse alpiniste Alison Hargreaves, overleed in 1995. Hoe dan ook werd de zogenaamde 'vloek' in 2004 doorbroken toen Edurne Pasaban de top van de K2 bereikte en succesvol afdaalde. In 2006 werden Nives Meroi uit Italië en Yuka Komatsu uit Japan respectievelijk zevende en achtste onder de vrouwelijke klimmers die de K2 bedwongen.
In de periode tussen 6 en 10 augustus 1986 overleden vijf bergbeklimmers op de K2 tijdens een zware storm. Acht anderen overleden in de weken daarvoor bij lawines en andere ongevallen die een gevolg waren van de slechte weersomstandigheden tijdens de zomer van 1986.
Op 2 augustus 2008 kwamen 11 bergbeklimmers op de K2 op de terugweg van de top om het leven. Het op een na grootste klimdrama uit de geschiedenis werd veroorzaakt door een ijslawine die het afdaal- en beklim-touw doorsneed. Bij dit ongeval waren ook de twee Nederlandse bergbeklimmers Wilco van Rooijen en Cas van de Gevel betrokken. Van Rooijen was zelfs 3 dagen vermist en moest bij terugkeer bijna al zijn tenen missen. Van de Gevel overleefde het ook. Wilco van Rooijen keerde na twee nachten in de 'dodenzone', het gebied boven de 8000 meter, in kamp 3 en daarna in het basiskamp terug. Met 4 man bereikte de Norit K2-expeditie de top zonder gebruik te maken van extra zuurstof. Op de afdaling kwam de Ierse teamgenoot Gerard McDonnell om het leven, nadat hij andere klimmers het leven probeerde te redden.
Op 16 januari 2021 bereikte een Nepalees team geleid door Nirmal Purja en Mingma Gyalje Sherpa als eerste de top tijdens een winterbeklimming.

#### Nederlandse expedities
Op 13 mei 1993 vertrok na drie jaar voorbereiding de eerste expeditie onder Nederlandse leiding van de 43-jarige Wim van Harskamp om zonder extra zuurstof via de Abruzzi-graat de K2 te beklimmen. Het 6 man sterke klimteam bestond uit twee Nederlanders (Wim van Harskamp en assistent-expeditieleider Bob Schelfhout), twee Canadezen: Tim Styles en Jeff Lakes (enige jaren later overleden bij een nieuwe poging om de K2-top te bereiken); een Australiër: Michael Whitehead en een Nieuwzeelander: Matt Comeskey. Daarnaast was er een ondersteuningsstaf met twee cameramannen/fotografen: Bert Geeraets en Walter Hoekstra; PR-medewerker/verslaggever Joris Spuesens; tolk/kok Tony Butt en twee expeditieartsen: Joost den Otter en Odette de Theije (die als basecampmanager niet het basiskamp bereikte door onenigheid met expeditieleider Wim van Harskamp). Een team van 77 dragers, onder wie een kok en hoogtedragers bracht het kernteam van 12 mensen naar het basiskamp op 5100 meter. Daar bleek dat Van Harskamp niet genoeg geld had meegenomen om de dragers te betalen en zond radio Baltistan een opsporingsbericht van de politie uit die een wake upcall betekende voor de meeste expeditieleden.
Expeditie-arts Joost den Otter had inmiddels berekend dat Van Harskamp ook niet genoeg voedsel had ingekocht om iedereen in het basiskamp te voeden. Op het moment dat een hoogtedrager ernstig ziek werd (blindedarmontsteking) brak er een conflict uit tussen de expeditieleider, de expeditiearts en andere expeditieleden die vonden dat Van Harskamp een onmenselijke houding aannam ten opzichte van de zieke hoogtedrager. De expeditiearts besloot daarop terug te gaan naar de bewoonde wereld, samen met verslaggever Joris Spuesens die al langer teleurgesteld was in de houding van Van Harskamp die zich weinig transparant betoonde als het ging om de financiën. 
Twee jaar later, in 1995, leidde Ronald Naar de volgende expeditie naar de K2. De eerste Nederlanders op de top van de K2 waren Hans van der Meulen, zonder extra zuurstof, en Naar zelf, met extra zuurstof, die in gezelschap van hun hoogtedragers Mehrban Sjah en Rajab Sjah, beiden met extra zuurstof, na een klim van 17 uur op 15 juli de top bereikten. Ze maakten deel uit van een team van elf Nederlanders en negen Pakistaanse begeleiders. Tijdens de expeditie kreeg klimmer Wilco van Rooijen een ernstig ongeluk toen hij op ongeveer 6400 meter door vallende stenen werd geraakt. Hans van der Meulen en Cas van de Gevel wisten Van Rooijen veilig in het basiskamp te krijgen. Hij moest per helikopter worden afgevoerd. Later tijdens de tocht brak Edmond Ofner tijdens een val zijn sleutelbeen. Thierry Schmitter kwam tijdens de topbeklimming tot ongeveer 8000 meter voordat hij mede door het overslaan van zijn ontbijt uitgeput moest afhaken. Van deze expeditie werd een film gemaakt door cameraman Edmond Ofner en Bert Geeraets en regisseur-producent Joost Cohensius. Boven kamp 3 en tijdens de topdag werd er gefilmd door Hans van der Meulen. De film werd in negen wekelijkse afleveringen uitgezonden op RTL 5.
Tijdens de beklimming van 2008 waren vijf Nederlandse bergbeklimmers aanwezig: Wilco van Rooijen, Cas van de Gevel, Roeland van Oss, Court Haegens en Jelle Staleman. Van de Nederlanders behaalden alleen Van Rooijen en Van de Gevel de top. De succesvolle topbeklimming mondde uit in een klimdrama waarin meerdere klimmers tijdens de afdaling omkwamen. Het ongeluk vond plaats ter hoogte van de flessenhals boven kamp 4.

#### Belgische expedities
Op 21 juli 2018 bereikte Paul Hegge als eerste Belg de top van de K2, nadat hij eerder in 2016 ook al de Mount Everest had bedwongen.
Op 28 juli 2021 bereikte Niels Jespers als tweede Belg de top van de K2, hij was wel de eerste Belg die dit deed zonder extra zuurstof.

## Publicaties

### Boeken
- Ascent of K2 Second Highest Peak in the World, Ardito Desio, 1955
- In the Throne of the Mountain Gods, Galen Rowell, ISBN 0-87156-764-4, 1986
- K2, Mountain of Mountains, R. Messner en A. Gogna, ISBN 0-19-520253-8, 1982
- K2, Triumph and Tragedy, Jim Curran, ISBN 0-395-48590-8, 1987
- The Endless Knot: K2, Mountain of Dreams and Destiny, Kurt Diemberger, ISBN 0-89886-300-7, 1991
- K2 - Geen berg te hoog. Het relaas van de expeditieleider van de succesvolle Seven-Up K2 Expedition-'95, Ronald Naar, ISBN 90-246-0298-X, 1996 (dit boek verscheen later ook in de Rainbow Pocketreeks en werd als hoofdstuk opgenomen in Naars boeken Adembenemende Hoogten uit 1999 en Extreme Uitdagingen uit 2010)
- Eiger Dreams: Ventures Among Men and Mountains, Jon Krakauer, ISBN 0-385-48818-1, 1997
- The Last Step: The American Ascent of K2, Rick Ridgeway, ISBN 0-89886-632-4, 1999
- K2, The Story of the Savage Mountain, Jim Curran, ISBN 0-89886-683-9, 2000
- K2, The Savage Mountain, Charles Houston, ISBN 1-885283-01-6, 2000
- The Mountains of My Life, Walter Bonatti, ISBN 0-375-75640-X, 2001
- K2, Quest of the Gods: The Great Pyramid in the Himalaya, Ralph Ellis, ISBN 0-932813-99-2, 2001
- K2: One Woman's Quest for the Summit, Heidi Howkins, ISBN 0-7922-7996-4, 2001 (paperback: National Geographic Society, ISBN 978-0-7922-6424-8, 2002)
- K2 Kahani by Mustansar Hussain Tarrad, in Urdu, ISBN 969-35-0523-9, 2002
- Savage Summit: The True Stories of the First Five Women Who Climbed K2, Jennifer Jordan, ISBN 0-06-058715-6, 2005
- Zvezdnate noči (Starry Nights), Dušan Jelinčič, EAN / ISBN 961-6387-75-8, 2006
- No Shortcuts to the Top: Climbing the World's 14 Highest Peaks, Ed Viesturs, ISBN 0-7679-2471-1, 2007
- Overleven op de K2, Wilco van Rooijen, ISBN 978-90-488-0179-4, 2009
- Surviving K2, Wilco van Rooijen, ISBN 978-90-892-7046-7, 2010

### Films
- Vertical Limit, 2000
- K2, 1992
- Karakoram & Himalayas, 2007
- The Summit, 2012

### Cd
- In 1988 bracht de Britse rockmuzikant Don Airey met gastartiesten als Colin Blunstone en Gary Moore het album K2 (Tales of Triumph and Tragedy) uit, een eerbetoon aan de dertien slachtoffers uit 1986.